# سوسيداد ديبورتيبا إنداوتخو
سوسيداد ديبورتيبا إنداوتخو هو نادي كرة قدم إسباني أٌسس عام 1924.